# ماريا ديل كارمن لاكارا دوكاي
ماريا دل كارمنلاكارّا دوكاي (من سرقسطة، 1945) هي مؤرخة فنون وأستاذة كرسي لتاريخ الفن القديم والوسيط في جامعة سرقسطة. تتخصص في النحت والرسم القوطي في أراغون ونافارا. وهي عضو في المجلس الدولي للمتاحف، والجمعية الفرنسية للآثار، ومنظمات أخرى معنية بدراسة وتصنيف وصون التراث الفني. كما أنها تحمل كرسي "غويا" للفن في مؤسسة فرناندو الكاثوليكي.كارمنلاكارّا هي ابنة المؤرخ خوسيه ماريالاكارّا ميغيل وأخت الفيلولوجية ماريا خيسوسلاكارّا دوكاي.
الفن البدائي الأراغوني في المتحف الإقليمي لسرقسطة. سرقسطة: مؤسسة فرناندو الكاثوليكي، 1970.
(مع الأستاذة كارمن مورتي غارسيا) (1984). فهرس المتحف الأسقفي والكنسي في هويسكا. سرقسطة: دار نشر غوارة. رقم الكتاب الدولي الموحد: ISBN 84-7820-882-8.
انتشار الفن الروماني في أراغون. سرقسطة: مؤسسة فرناندو الكاثوليكي، 1996. ISBN 84-7820-297-8.
المذبح الرئيسي في كاتدرائية سرقسطة. سرقسطة: حكومة أراغون، 1999. ISBN 84-7753-739-9.
الأديرة الأراغونية. سرقسطة: مؤسسة فرناندو الكاثوليكي، 1999. ISBN 84-7820-504-7.
الفن المودجاري في أراغون، ليون، قشتالة، إكستريمادورا وأندلسيا. سرقسطة: مؤسسة فرناندو الكاثوليكي، 2005. ISBN 84-7820-844-5.
الرسم القوطي خلال القرن الخامس عشر في أراغون وأراضي إيبيرية أخرى. سرقسطة: مؤسسة فرناندو الكاثوليكي، 2007. ISBN 978-84-7820-903-3.
الفن والحياة اليومية في العصر الوسيط. سرقسطة: مؤسسة فرناندو الكاثوليكي، 2008. ISBN 978-84-7820-933-0.
فن العصور غير المؤكدة. من العصور الوسطى إلى العصر الحديث. سرقسطة: مؤسسة فرناندو الكاثوليكي، 2009. ISBN 978-84-7820-987-3.
الباروك في الكاتدرائيات الإسبانية. سرقسطة: مؤسسة فرناندو الكاثوليكي، 2010. ISBN 978-84-9911-062-2.
الرسوم المصغرة والنقوش في أواخر العصور الوسطى في الأرشيفات الإسبانية. سرقسطة: مؤسسة فرناندو الكاثوليكي، 2012. ISBN 978-84-9911-195-7.
فن القرن التاسع عشر. سرقسطة: مؤسسة فرناندو الكاثوليكي، 2013. ISBN 978-84-9911-236-7.